# Myiagra
Myiagra és un gènere d'ocells de la família dels monàrquids (Monarchidae).

## Taxonomia
Segons la Classificació del Congrés Ornitològic Internacional (versió 13.1, 2023) aquest gènere està format per 22 espècies:
- Myiagra oceanica - monarca de Chuuk.
- Myiagra erythrops - monarca de les Palau.
- Myiagra freycineti - monarca de Guam.
- Myiagra pluto - monarca de Pohnpei.
- Myiagra galeata - monarca de les Moluques.
- Myiagra atra - monarca de Biak.
- Myiagra rubecula - monarca plumbi.
- Myiagra ferrocyanea - monarca de les Salomó.
- Myiagra cervinicauda - monarca de Makira.
- Myiagra caledonica - monarca de la Melanèsia.
- Myiagra vanikorensis - monarca de Vanikoro.
- Myiagra albiventris - monarca de les Samoa.
- Myiagra azureocapilla - monarca crestablau.
- Myiagra castaneigularis - monarca de gorja castanya.
- Myiagra ruficollis - monarca becample.
- Myiagra cyanoleuca - monarca setinat.
- Myiagra alecto - monarca lluent.
- Myiagra hebetior - monarca vellutat de Mussau.
- Myiagra eichhorni - monarca d'Eichhorn.
- Myiagra cervinicolor - monarca vellutat de Djaul.
- Myiagra nana - monarca menut.
- Myiagra inquieta - monarca inquiet.